# The Sunshine Underground
The Sunshine Underground ist eine Indie-Rock-Band aus Leeds. Die Bands Muse, Manic Street Preachers, Daft Punk und die Chemical Brothers hatten große Einflüsse auf ihren Musikstil, den sie selbst als Indie-Rock mit Dance-Elementen bezeichnen. Der Name stammt von dem gleichnamigen Lied der Chemical Brothers.

## Geschichte
Die Band wurde 1999 in Shrewsbury gegründet. Kurz darauf zogen sie gemeinsam nach Leeds, weil sie sich dort bessere Auftrittschancen erhofften. Durch diesen Schritt wurden sie zu einer der Leeds-Bands, was ihnen zu ersten großen Erfolgen verhalf. Bald erhielten sie die Live Band of the Year-Trophäe der LeedsMusicScene und traten als Vorband von LCD Soundsystem auf deren Tournee auf.
Im Jahre 2006 gingen sie erstmals in Europa auf Festivaltournee und veröffentlichten im August ihr Debütalbum Raise the Alarm.
Am 1. Februar 2010 erschien ihr zweites Album Nobody’s Coming To Save You.
Am 21. Februar 2011 kündigte Daley Smith an, dass er die Band im April 2011 verlassen werde. Als Grund dafür nannte er, dass er etwas Neues brauche.

## Diskografie

### Alben
| Jahr | Titel                       | Höchstplatzierung, Gesamtwochen, AuszeichnungChartsChartplatzierungen (Jahr, Titel, Platzierungen, Wochen, Auszeichnungen, Anmerkungen) | Anmerkungen        |
| Jahr | Titel                       | UK | Anmerkungen        |
| ---- | --------------------------- | --- | ------------------ |
| 2006 | Raise the Alarm             | UK66 (1 Wo.)UK | City Rockers       |
| 2010 | Nobody’s Coming to Save You | UK86 (1 Wo.)UK | City Rockers / EMI |
| 2014 | The Sunshine Underground    | UK78 (1 Wo.)UK | Lovers             |

Weitere Alben
- 2016: Luminescent

### Kompilationen
- 2011: Raise the Alarm B-Sides and Remixes

### EPs
- 2004: My Army
- 2009: Everything, Right Now

### Singles
| Jahr | Titel Album                              | Höchstplatzierung, Gesamtwochen, AuszeichnungChartsChartplatzierungen (Jahr, Titel, Album, Platzierungen, Wochen, Auszeichnungen, Anmerkungen) | Anmerkungen |
| Jahr | Titel Album                              | UK | Anmerkungen |
| ---- | ---------------------------------------- | --- | ----------- |
| 2006 | Commercial Breakdown Raise the Alarm     | UK46 (2 Wo.)UK |             |
| 2006 | I Ain’t Losing Any Sleep Raise the Alarm | UK47 (1 Wo.)UK |             |
| 2006 | Put You in Your Place Raise the Alarm    | UK39 (2 Wo.)UK |             |
| 2007 | Borders Raise the Alarm                  | UK56 (1 Wo.)UK |             |

Weitere Singles
- 2006: What You Like
- 2010: In Your Arms
- 2010: Coming to Save You
- 2010: We’ve Always Been Your Friends
- 2010: Spell It Out